# دو تی نگوک چام
دو تی نگوک چام (انگلیسی: Đỗ Thị Ngọc Châm؛ زادهٔ  ۲۳ سپتامبر ۱۹۸۵) بازیکن فوتبال زن اهل ویتنام بود.
وی همچنین در تیم ملی فوتبال زنان ویتنام بازی کرده است.